# Cotnari
Cotnari község Romániában, Iași megyében. Nevezetes a kövér-nek (Grasa de Cotnari) nevezett desszertboráról, amelyet a hagyomány szerint Mátyás király lakodalma idején telepítettek ide, mivel a király tokaji venyigéket ajándékozott hűbéresének, III. István moldvai fejedelemnek. 2008-ban a romániai piacon a cotnari bor a második helyen állt, 8,8% piaci részaránnyal.

## Fekvése
Jászvásártól északnyugatra, Târgu Frumos és Hârlău között, a Bahlui patak jobb oldalán fekszik.

## Történelem
Alapításáról nincsenek pontos adatok; egyes források szerint a 15. század elején, huszita szászok létesítették. Első írásos említése 1448-ból maradt fenn. A 15.-16. században Moldva fontos városa volt.
1561-ben Iacob Heraclides fejedelem latin tannyelvű kollégiumot alapított, amelyet Johannes Sommer vezetett. Az iskola lutheránus lelkészképzőként 1588-ig  működött, amikor IV. (Sánta) Péter átengedte a jezsuitáknak, akik itt képezték ki a moldvai magyar és német települések papjait.
1606-os adatok szerint lakossága csaknem teljesen katolikus volt. Lakosai szászok és magyarok voltak, öt templomukat említik, melyből három kőből, kettő fából épült. Lőrinc nevű papja szász volt.
1622-ben egy moldvai katolikus pap írt katolikus lakóiról, kiknek 3 templomuk volt itt.
1636-ban a ferences Remondi Emánuel írt a községről, aki a bákói püspök Zamoyski János kísérője volt. Ő 60 házat talált a településen.
1661-ben Kolosevich Balázs helyettes apostoli vikárius egy katolikus templomot és három kápolnát talált itt, a templom közelében pedig szépen faragott keresztelőkút állt leírása szerint.
A település szász hívei gyermekeiket leszámítva 199-en voltak.
Említést tett szőlőjükről is.

## Népesség
A 17. században a község még majdnem teljesen katolikus volt, a magyar és szász lakosság öt templommal rendelkezett.
2002-ben 7948 lakososából 7909 román, 37 cigány és 2 magyar volt. A népesség 93,36%-a görögkeleti, 5,24%-a római katolikus vallású.

## Nevezetességek
- Fejedelmi-lak romjai - a 17. századból való
- Katolikus templom romjai - A 15. században gótikus stílusban épült.